# Dorcopsis luctuosa
Dorcopsis luctuosa är en pungdjursart som först beskrevs av Luigi Maria D'Albertis 1874. Dorcopsis luctuosa ingår i släktet större skogsvallabyer och familjen kängurudjur. IUCN kategoriserar arten globalt som sårbar.

## Utseende
Honor är med en genomsnittlig kroppslängd (huvud och bål) av 52,5 cm, en svanslängd av cirka 31 cm och en vikt av ungefär 3,6 kg betydlig mindre än hanar. De senare blir cirka 97 cm långa, har en 39 cm lång svans och väger 11,6 kg i genomsnitt. Pälsen har på ovansidan en mörkgrå färg (inte svart som på teckningen till höger). Färgen blir ljusare på kroppssidorna och buken är täckt av ljusgrå päls. Hos Dorcopsis luctuosa är svansens spets naken. Vid kloaköppningen förekommer en gulaktig fläck. Arten har liksom medlemmarna i släktet Macropus stora och kraftiga bakben. De avrundade öronen är små jämförd med hela huvudet.

## Utbredning och habitat
Pungdjuret förekommer på södra och östra Nya Guinea och vistas där i låglandet och i kulliga områden. Habitatet utgörs av tropiska regnskogar och människans trädgårdar.

## Ekologi
Denna skogsvallaby är i fångenskap aktiv under skymningen samt gryningen och i naturen troligen även under natten. Några hanar och honor bildar en flock och inom flocken etableras en hierarki. Ställningen i hierarkin bestäms med hjälp av individens ålder och storlek samt genom strider. Honor biter vanligen under striderna medan hanar föredrar boxning. Dorcopsis luctuosa trummar vid fara med bakfötterna på marken. Dessutom har den en körtel vid buken och sekretet fördelas på träd.
Arten äter främst mjuka växtdelar som blad, blommor och frukter.
När honan är brunstig har hon en speciell lukt som kan kännas av hanarna. Dräktigheten varar antagligen i 30 till 45 dagar och sedan kravlar den enda underutvecklade ungen till pungen (marsupium) och suger sig fast vid en spene. Där stannar ungen 180 till 190 dagar och den diar sin mor ytterligare några dagar efter att den lämnade pungen. Ibland har honan tre ungar samtidig, ett embryo i livmodern, en unge i pungen och en unge utanför pungen. Honor blir ungefär 15 månader efter födelsen könsmogna. Några individer i fångenskap blev 14 år gamla.

## Underarter
Arten delas in i följande underarter:
- D. l. luctuosa
- D. l. phyllis